# NGC 3695
NGC 3695 este o galaxie spirală situată în constelația Ursa Mare. A fost descoperită în 31 martie 1867 de către .